# Amikoana
Gli Amikoana (o anche Amikuân) sono un gruppo etnico del Brasile quasi estinto, che ha una popolazione stimata in soli 5 individui.
Vivono nel nord dello stato dell'Amapá.